# Xonthe
Xonthe är en ort i Mexiko.   Den ligger i kommunen Tula de Allende och delstaten Hidalgo, i den sydöstra delen av landet, 70 km norr om huvudstaden Mexico City. Xonthe ligger 2 110 meter över havet och antalet invånare är 122.
Terrängen runt Xonthe är kuperad åt sydväst, men åt nordost är den platt. Runt Xonthe är det ganska tätbefolkat, med 155 invånare per kvadratkilometer. Närmaste större samhälle är Tepeji de Ocampo, 16,9 km söder om Xonthe. I omgivningarna runt Xonthe växer huvudsakligen savannskog.